# Daniel Seoane
Daniel Alejandro Seoane Adolph (Estado Lara, 7 de enero de 1982) es un entrenador de baloncesto venezolano con nacionalidad alemana que actualmente dirige la selección nacional de Venezuela 

## Trayectoria
Comenzó su carrera de entrenador siendo entrenador asistente en Marinos de Anzoátegui, en el que trabajaría entre otros con el entrenador argentino Néstor García, con el que más tarde volvería a trabajar en la Vinotinto en los Juegos Olímpicos de Río de Janeiro 2016, con Guaros de Lara y Baloncesto Fuenlabrada.
Con la Selección de baloncesto de Venezuela ganaría el Campeonato FIBA Américas de 2015 y así se ganaron la clasificación para el Torneo Olímpico de Río de Janeiro 2016.
En la temporada 2015-16 dirigiría dos encuentros de Guaros de Lara, ambos con victoria, tras la ausencia de Néstor García.
En la temporada 2016-2017, llegaría por primera vez a Europa para ser técnico asistente de Offer Rahimi en el Maccabi Haifa B.C. de la Ligat Winner, con el que ayudó al equipo a alcanzar la final del Final Four en dicha temporada.
En la temporada 2017-2018, fue asistente de Néstor García en el Baloncesto Fuenlabrada de la Liga ACB.
El 29 de noviembre de 2018, llegaría como asistente de Melvyn López en la Selección de baloncesto de la República Dominicana, para afrontar lo que sería la continuación de las eliminatorias al Mundial de China 2019.
En abril de 2019, Seoane llega a Israel para sustituir a Barak Peleg y convertirse en entrenador del Maccabi Haifa B.C. de la Ligat Leumit, la segunda división del país, hasta el final de la temporada 2018-19. Con el conjunto israelita lográ el ascenso a la Ligat Winner.
El 18 de junio de 2019, renueva como entrenador del Maccabi Haifa B.C. para dirigirlo en la Ligat Winner
El 6 de marzo de 2021, fue despedido de su cargo como entrenador del Maccabi Haifa B.C.
.
En abril de 2021, firma como entrenador asistente de Cangrejeros de Santurce en Puerto Rico. 
En julio de 2021, firma como entrenador del Club Atlético Aguada de la Liga Uruguaya de Básquetbol, al que dirige hasta marzo de 2022, siendo destituido tras cosechar 15 victorias y 7 derrotas ocupando la sexta posición en la tabla.
En septiembre de 2022, firma como entrenador del Defensor Sporting Club de la Liga Uruguaya de Básquetbol.
El 11 de febrero de 2023, firma por el Panteras de Miranda de la Superliga Profesional de Baloncesto.
```
El 4 de octubre de 2023, es nombrado por la Federación Venezolana de Baloncesto FVB como nuevo seleccionador nacional masculino de Venezuela.
```